# Coenotephria mutabilis
Coenotephria mutabilis är en fjärilsart som beskrevs av Paul Mabille 1885. Coenotephria mutabilis ingår i släktet Coenotephria och familjen mätare. Inga underarter finns listade i Catalogue of Life.